# ジム・バローズ
ジム・バローズ（1944年4月25日 - 2024年6月28日）は、 1968年の冬季オリンピックに出場したアメリカ合衆国の元アルペンスキーヤーである。現在は、スティームボートスプリングスのコロラドマウンテンカレッジでスキーの歴史を教える。 
ロサンゼルス出身。2024年6月28日の早朝に死去。80歳没。